# Kostel svatého Jiří (Kochov)
Kostel svatého Jiří v Kochově u Letovic je římskokatolický kostel zasvěcený sv. Jiří. Je filiálním kostelem farnosti Letovice. Je chráněn jako kulturní památka.

## Historie

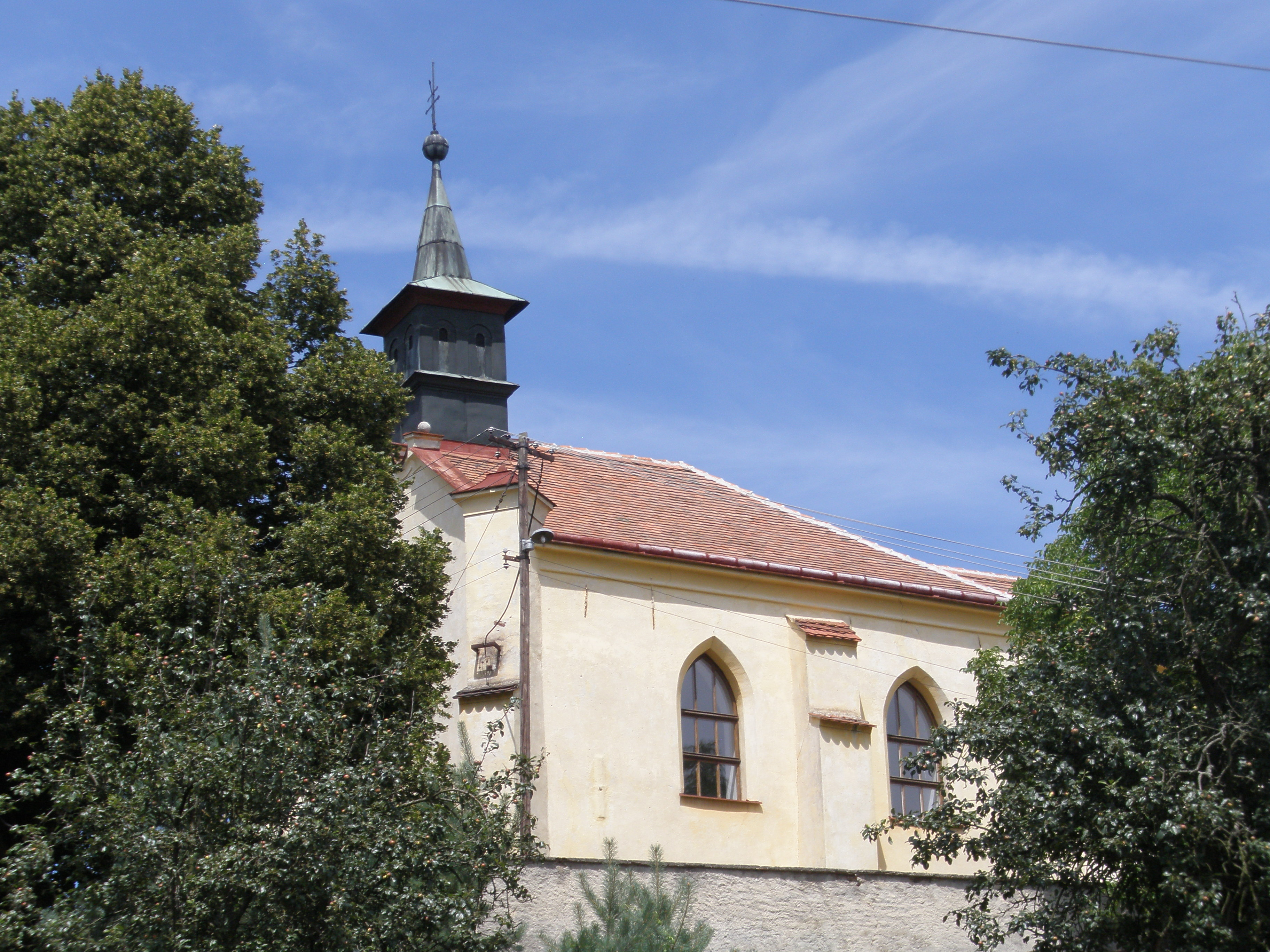
Pohled na kostel

Původní románský kostel zasvěcený sv. archandělu Gabrielovi pocházel pravděpodobně z poloviny 13. století. První písemná zmínka pochází z roku 1274, kdy byl kostel farní. Roku 1683 vyhořel. V roce 1709 byl obnoven a přidělen pod letovickou farnost. Jeho patronem se stal sv. Jiří. Roku 1856 kostel opět vyhořel, avšak posléze byl znovu obnoven. Roku 2003 byla zahájena rekonstrukce chrámu, kdy byla obnovena elektroinstalace a kostel získal novou omítku.

## Interiér
V původním románském kněžišti se nachází hlavní oltář s oltářním obrazem sv. Jiří z roku 1866.

## Exteriér
Kolem chrámu se nachází hřbitov s ústředním dřevěným křížem.